# Farah Khan
Farah Khan (Bombay, 9 gennaio 1965) è una coreografa, regista e sceneggiatrice indiana.
È famosa per numerosi lavori di coreografia a Bollywood, oltre che come regista e sceneggiatrice di due film: Main Hoon Na e Om Shanti Om.
Attualmente è sposata con Shrish Kunder, che lavora anche lui nel cinema come regista e montatore.
Ha assunto fama internazionale con il suo lavoro da coreografa in Monsoon Wedding - Matrimonio indiano.
Inoltre ha partecipato come comparsa speciale al film Kuch Kuch Hota Hai nel 1998.
Ha conosciuto Shah Rukh Khan sul set di Kabhi Haan Kabhi Naa e da allora hanno lavorato spesso insieme.
Ha partorito tre gemelli, due femmine e un maschio, l'11 febbraio 2008, a Bombay.

## Filmografia

### Coreografa
- Jo Jeeta Wohi Sikandar, regia di Mansoor Khan (1992)
- Angaar, regia di Shashilal K. Nair (1992)
- Waqt Hamara Hai, regia di Bharat Rangachary (1993)
- Pehla Nasha, regia di Ashutosh Gowariker (1993)
- Chandra Mukhi, regia di Debaloy Dey (1993)
- Kabhi Haan Kabhi Naa, regia di Kundan Shah (1993)
- Aatish: Feel the Fire, regia di Sanjay Gupta (1994)
- 1942: A Love Story, regia di Vidhu Vinod Chopra (1994)
- Zamaana Deewana (1995)
- Oh Darling Yeh Hai India (1995)
- Aazmayish (1995)
- Takkar (1995)
- Hum Dono (1995)
- Barsaat (1995)
- Dilwale Dulhania Le Jayenge (1995)
- Ram Shastra (1995)
- English Babu Desi Mem (1996)
- Virasat (1997)
- Border (1997)
- Iruvar (1997)
- Yeshwant (1997)
- Dil To Pagal Hai (1997)
- Keemat: They Are Back (1998)
- Kabhi Na Kabhi (1998)
- Duplicate (1998)
- Jab Pyaar Kisise Hota Hai (1998)
- Angaaray (1998)
- Dil Se (1998)
- Kuch Kuch Hota Hai (1998)
- Jhooth Bole Kauwa Kaate (1998)
- Sirf Tum (1999)
- Laawaris (1999)
- Silsila Hai Pyar Ka (1999)
- Sarfarosh (1999)
- Hote Hote Pyar Ho Gaya (1999)
- Baadshah (1999)
- Mast (1999)
- Alai Payuthey (2000)
- Mela (2000)
- Kaho Naa... Pyaar Hai (2000)
- Phir Bhi Dil Hai Hindustani (2000)
- Pukar (2000)
- Hum To Mohabbat Karega (2000)
- Josh (2000)
- Har Dil Jo Pyar Karega... (2000)
- Fiza (2000)
- Dil Chahta Hai (2001)
- Monsoon Wedding - Matrimonio indiano (Monsoon Wedding) (2001)
- Asoka (2001)
- Kabhi Khushi Kabhie Gham (2001)
- Hum Tumhare Hain Sanam (2002)
- Maine Dil Tujhko Diya (2002)
- Shakti - The Power (2002)
- Confidence - La truffa perfetta (2003)
- Armaan (2003)
- Supari (2003)
- Koi... Mil Gaya (2003)
- Wonderland (2003)
- Tomorrow May Never Come (Kal Ho Naa Ho) (2003)
- Main Hoon Na (2004)
- Mujhse Shaadi Karogi (2004)
- Vanity Fair (2004)
- Kaal (2005)
- Paheli (2005)
- Ru guo - Ai (2005)
- Krrish (2006)
- Yun Hota To Kya Hota (2006)
- Kabhi Alvida Naa Kehna (2006)
- Jaan-E-Mann (2006)
- Don - The Chase Begins Again (2006)
- Marigold (2007)
- Om Shanti Om, regia di Farah Khan (2007)

### Regista
- Main Hoon Na (2004)
- Om Shanti Om (2007)

### Sceneggiatrice
- Main Hoon Na (2004)
- Om Shanti Om (2007)